# Anne Français
Anne Français (Châtenois (Vosgos), 30 de mayo de 1909 - París, 30 de mayo de 1995) fue una pintora, acuarelista y litógrafa francesa. Es la creadora del movimiento ionista en la pintura.

## Datos biográficos
En su niñez Anne Français abandona con sus parientes los Vosgos para instalarse en Montmartre. Se inscribe en 1925 en la Academia Julian, después sigue los cursos libres de la Academia de la Grande Chaumière.
Deseosa de emanciparse de una vida familiar conflictiva se va a vivir en 1928 con un aristócrata de fortuna que le ofrece su taller, viajes y una vida cómoda. Entre 1928 y 1930, efectúa varias estancias en Marruecos y su primer hijo nace en 1931. La muerte de su niño a la edad de un mes, y poco más tarde de su compañero en el mismo año de 1931, la hacen volver con sus padres, retomar los cursos a la Grande Chaumière y proseguir una formación de ilustradora.
Se casa con un funcionario en 1935 y la pareja se traslada a Santo-Genis-Laval (Ródano). Anne, paralelamente a la pintura, se genera recursos trabajando en la decoración de teatro y la pintura de decoración artesanal. Es en 1943 que hace cerca de Villefranche-sobre-Saona el conocimiento muy determinante para su pintura de André Utter, viudo de Suzanne Valadon y padrastro de Maurice Utrillo. Su visión ionista que va a nacer de esta amistad con Utter es ya muy perceptible en sus telas de Cannes en 1947, de Deauville en 1948, de Finisterre en 1949.
Se divorcia en 1944 y se traslada una vez más a París donde ingresa a un gran taller colectivo que va a favorecer sus investigaciones ionnistes y comienza a pintar sobre grandes formatos. Empieza entonces su vida con el poeta Yves de Anne. Apoyada por su amiga Germaine Everling-Picabia, ingresa en el mundo de las exposiciones parisienses (galerías y salones) donde es bien recibida por la crítica..
Es en la década de 1950 que Anne Francés comienza a retirar sus telas de los bastidores con el fin de recortarlas según las líneas y formas esenciales que descubre a partir de su visión creativa para abolir eso que percibe como "las severas restricciones cartesianas de la ortogonalidad" : «El cuadrado no esta en la realidad de la mirada» responde- al crítico de arte René Barotte que se sorprende de este paso inédito. De la tela, Anne pasará al soporte físico de la madera recortada que bautizará IOI (abreviatura de ionista inmóvil), de su propia invención y definición.
La salud de Anne Français se degrada en 1993: su estancia estival a Plougrescant es interrumpida por una hospitalización urgente a Tréguier. Muere el 30 de mayo de 1995 y descansa en el cementerio de Châtenois.

## Exposiciones

### Exposiciones personales
- Théâtre de Dix heures, Paris, 1946.
- Galerie Notre-Dame, Cannes, 1947.
- Galerie La Boétie, Paris, 1948, 1951.
- Galerie La Montagne, Audierne, 1949.
- Grand Hôtel, Vittel, 1951.
- Galerie Marseille, Paris, 1952.
- La peinture pure, le Moulin de la Galette, Paris, 1954.
- Galerie de France, Copenhague, 1965.
- Galerie Saint-Placide, Paris, 1967.
- Galerie Jolly, Blois, 1967.
- Peinture ionniste, en l'atelier d'Anne Français à Paris, 1971.
- Palais Miramar, Cannes, 1976.
- Galerie Katia Granoff, Cannes, 1977.
- Cannes et ses festivals, Orangerie du Palais du Luxembourg, Paris, 1980.
- Musée des beaux-arts de Toulon, 1983.
- Galerie Jean-Paul Villain, Paris, 1987, 1990, 1991.[4]
- Saint-Quentin-en-Yvelines, 1988.
- Galerie Marie-Paule Barbut, L'Isle-sur-la-Sorgue, 1990, 1992.
- Vente de l'atelier Anne Français, Le Havre, mars 2015.[5]

### Exposiciones colectivas
- Salon des artistes français, 1934.
- Salon des Tuileries, 1946 et 1947.
- Salon des Surindépendants, 1946 à 1949.
- Salon de la marine, 1948 à 1959.
- Salon des indépendants, de 1948 à 1986.
- Salon du dessin et de la peinture à l'eau, 1951.
- Salon d'automne, 1951 et 1952.
- Salon de l'Art libre, 1955 à 1976.
- De Bonnard à Baselitz, dix ans d'enrichissements du Cabinet des estampes, Cabinet des estampes de la Bibliothèque nationale de France, Paris, 1992.

## Museos y colecciones públicas
- Musée national d'art moderne, Paris.
- Musée d'art moderne de la ville de Paris.
- Musée des beaux-arts de la ville de Paris (Petit Palais), Paris.
- Cabinet des estampes de la Bibliothèque nationale, Paris.
- Musée des beaux-arts de Cannes.
- Musée d'art de Toulon.
- Musée départemental des Vosges, Épinal.
- Musée de l'image, Epinal.
- Musée d'art moderne Richard Anacréon, Granville.
- Fonds national d'art contemporain, Paris.
- Palais du Luxembourg, Paris.
- Mairie de Châtenois (Donation Anne Français).
- Musée de Monaco.
- Statens Museum for Kunst, Copenhague.

## Colecciones privadas
- François André y Lucien Barrera, Cannes y Deauville.

## Publicaciones
- Anne Francés (texto y litografías), Un hermoso día a Ménars, Hachette, 1965 (litografías impresas en los talleres de Fernand Mourlot).